# 紅帶豬齒魚
紅帶豬齒魚，為輻鰭魚綱鱸形目隆頭魚亞目隆頭魚科的其中一種，分布於澳洲西北部及巴布亞紐幾內亞海域，體長可達20公分，棲息沙底質、海草生長的海域，生活習性不明。

## 擴展閱讀
維基物種上的相關：紅帶豬齒魚